# توم كيرك (لاعب دوري الرغبي)
توم كيرك (بالإنجليزية: Tom Kirk)‏ هو لاعب دوري الرغبي أسترالي، ولد في 1916، وتوفي في 15 مارس 1994 في كارينغبا ‏ في أستراليا.